# Sassacus cyaneus
Sassacus cyaneus är en spindelart som först beskrevs av Nicholas Marcellus Hentz 1846.  Sassacus cyaneus ingår i släktet Sassacus och familjen hoppspindlar. Inga underarter finns listade i Catalogue of Life.